# USS LST-597
O USS LST-597 foi um navio de guerra norte-americano da classe LST que operou durante a Segunda Guerra Mundial.